# Massacre de Elaine
O Massacre de Elaine ocorreu entre 30 de setembro e 2 de outubro de 1919, em Hoop Spur, próximo a Elaine, no rural Condado de Phillips, Arkansas, onde afro-americanos estavam se organizando contra o peonagem e abusos no sistema de arrendamento agrícola. Estimativas indicam que entre dezenas e centenas de afro-americanos, além de cinco homens brancos, foram mortos. Testemunhas da época relataram entre 50 e mais de 100 mortes. Walter Francis White, advogado da NAACP que visitou Elaine logo após o evento, registrou 25 mortes de afro-americanos, embora algumas estimativas contemporâneas sugerissem até 100. Estudos do século XXI apontam um número maior, possivelmente na casa das centenas. Grupos brancos receberam apoio de tropas federais, solicitadas pelo governador de Arkansas, Charles Hillman Brough, que mobilizou 583 soldados do Camp Pike, incluindo um batalhão equipado com metralhadoras de 12 canos, além de colaboração de grupos locais.
A Enciclopédia de Arkansas descreve o evento como o confronto racial de maior número de vítimas na história do estado e um dos mais letais nos Estados Unidos.
Após o massacre, autoridades estaduais afirmaram que os afro-americanos planejavam uma insurreição. Jornais nacionais, como o New York Times, publicaram manchetes como “Massacre de Brancos Planejado para Hoje,” enquanto o Arkansas Gazette caracterizou Elaine como uma “zona de insurreição negra.” Subsequentemente, mais de 100 afro-americanos foram indiciados, com 12 condenados à morte por eletrocução. Após uma prolongada disputa legal conduzida pela NAACP, essas condenações foram revertidas.
Devido à ampla violência racial durante o Verão Vermelho de 1919, a Iniciativa Equal Justice, de Montgomery, Alabama, classificou as mortes de negros em Elaine como linchamentos em seu relatório de 2015 sobre linchamentos de afro-americanos no Sul.

## Contexto
Localizado no Delta do Arkansas, o Condado de Phillips foi historicamente desenvolvido para plantações [en] de algodão, cultivadas por escravos afro-americanos antes da Guerra Civil Americana. No início do século XX, a população do condado permaneceu majoritariamente afro-americana, composta principalmente por libertos e seus descendentes, que continuaram na região como trabalhadores agrícolas e meeiros, muitos dos quais analfabetos. Na área próxima a Elaine, os afro-americanos superavam os brancos em uma proporção de dez para um, e no condado como um todo, de três para um. Os proprietários de terras brancos dominavam a economia local, controlando a venda do algodão, operando lojas nas plantações com preços elevados para sementes e suprimentos, e realizando acertos de contas com os meeiros em valores únicos, sem registros detalhados.
A legislatura estadual, composta exclusivamente por brancos, aprovou medidas na década de 1890 que restringiram o acesso ao voto para a maioria dos afro-americanos [en] e muitos brancos pobres. A Lei Eleitoral de 1891 e uma emenda de imposto de capitação de 1892 estabeleceram barreiras ao registro eleitoral, excluindo os afro-americanos do sistema político. Essas medidas acompanharam a introdução das leis de Jim Crow, que instituíram a segregação racial no estado. Esse período, entre o final do século XIX e o início do XX, coincidiu com um aumento significativo de linchamentos no Sul dos Estados Unidos.
Os proprietários de terras frequentemente pagavam aos meeiros valores inferiores pelo algodão e realizavam os acertos de contas conforme sua conveniência. Com os preços altos nas lojas das plantações e os pagamentos reduzidos pelas colheitas, muitos meeiros permaneciam endividados. Durante os acertos, os proprietários raramente forneciam listas detalhando dívidas ou valores pagos por algodão e sementes, afetando os agricultores, em grande parte analfabetos. Uma prática comum no Delta do Arkansas impedia os meeiros de deixarem as plantações antes de quitarem suas dívidas. Esses períodos de acerto eram frequentemente associados a um aumento de linchamentos de afro-americanos no Sul, especialmente em tempos de dificuldades econômicas. Por exemplo, meeiros negros no Condado de Phillips, cujo algodão de 1918 foi vendido em outubro, receberam o acerto apenas em julho de 1919, acumulando dívidas nas lojas das plantações nesse intervalo.
Em 1919, agricultores afro-americanos começaram a se organizar para negociar melhores condições de trabalho, incluindo contabilidade transparente e pagamentos pontuais pelos proprietários brancos. Robert L. Hill, agricultor negro de Winchester, Arkansas, fundou a União Progressiva de Agricultores e Famílias da América (PFHUA) para atuar no Condado de Phillips, buscando melhorar os pagamentos pelas colheitas de algodão.
Os proprietários brancos reagiram com ameaças para impedir essa mobilização. A PFHUA contratou o escritório de advocacia branco de Ulysses S. Bratton, em Little Rock, para representar os agricultores negros na obtenção de acordos equitativos durante a colheita de 1919.
O verão de 1919, conhecido como Verão Vermelho, foi marcado por episódios de violência racial em mais de 36 cidades dos Estados Unidos, incluindo Chicago, Knoxville, Washington, D.C. e Omaha, Nebraska. A competição por empregos e moradia após a Primeira Guerra Mundial (1914–1918), intensificada pelo retorno de veteranos, elevou as tensões raciais. Muitos veteranos afro-americanos, após servirem na guerra, resistiram à discriminação racial, reagindo com violência a ataques de grupos brancos. Nesse contexto, comunidades afro-americanas em 1919 passaram a se defender de forma mais ativa contra agressões. Greves trabalhistas em várias cidades, com afro-americanos frequentemente contratados como substitutos, também aumentaram as tensões com trabalhadores brancos.

## Eventos
A União Progressiva de Agricultores e Famílias da América (PFHUA) estabeleceu capítulos na região de Elaine entre 1918 e 1919. Em 29 de setembro de 1919, cerca de 100 agricultores afro-americanos reuniram-se em uma igreja em Hoop Spur, próxima a Elaine, para discutir estratégias para negociar acordos mais equitativos com os proprietários de terras. Liderados por Robert L. Hill, fundador da PFHUA, os participantes posicionaram guardas armados para proteger o encontro. Os proprietários brancos locais, que se opunham à organização sindical, frequentemente monitoravam ou interferiam nessas reuniões. Naquela noite, dois homens brancos deputizados, acompanhados por um administrador negro, chegaram ao local, resultando em um tiroteio. O policial ferroviário W.D. Adkins, da Missouri Pacific Railroad, foi morto, e o outro homem branco ficou ferido; a origem dos disparos iniciais não foi estabelecida.
No dia seguinte, o xerife do Condado de Phillips organizou um grupo para identificar os responsáveis pelo incidente. Homens brancos locais e de áreas vizinhas, totalizando entre 500 e 1.000 indivíduos armados, reuniram-se na região, respondendo a rumores de uma “insurreição negra". Jornais, incluindo o Arkansas Gazette, publicaram relatos descrevendo o evento como uma revolta planejada por afro-americanos contra líderes brancos. Autoridades locais solicitaram assistência ao governador de Arkansas, Charles Hillman Brough, alegando uma ameaça iminente.
O governador Brough requisitou tropas federais ao Departamento de Guerra dos Estados Unidos. Após atrasos, aproximadamente 600 soldados chegaram do Camp Pike em 1º de outubro, encontrando a região em desordem, com grupos de homens brancos atacando afro-americanos. Os confrontos se estenderam por três dias, até que as tropas federais restabeleceram a ordem. Os soldados desarmaram ambos os lados e detiveram 285 afro-americanos, que foram mantidos em cercados para investigação e, conforme declarado, proteção, sendo liberados posteriormente mediante autorização de seus empregadores.
Registros oficiais da época indicam onze afro-americanos e cinco brancos mortos. No entanto, estimativas variam, sugerindo entre 100 e 237 afro-americanos mortos, além de um número indeterminado de feridos. Pelo menos dois afro-americanos foram mortos por tropas federais, com a possibilidade de mais casos. A extensão rural do Condado de Phillips dificulta a determinação precisa do total de vítimas afro-americanas.

## Cobertura da imprensa
Em 1º de outubro de 1919, um despacho de Helena, Arkansas, publicado no The New York Times relatou: “Membros retornantes do grupo trouxeram várias histórias e rumores, todos associados à crença de que os distúrbios foram causados por propaganda distribuída entre os negros por homens brancos".
No dia seguinte, o jornal acrescentou: 
Evidências adicionais foram obtidas sobre as atividades de propagandistas entre os negros, e acredita-se que existia um plano para uma revolta geral contra os brancos. Um homem branco foi preso e "supostamente pregava igualdade social entre os negros". Parte da manchete dizia: "Problemas Atribuídos a Agitadores Socialistas" 
Dias após o evento, uma reportagem da Western Newspaper Union foi publicada com o título “Insurrecionistas Negros Capturados".
O governador de Arkansas, Charles Hillman Brough, formou o Comitê dos Sete, composto por sete empresários brancos locais, para investigar os acontecimentos. O comitê, sem consultar os agricultores afro-americanos envolvidos, concluiu que a União Progressiva de Agricultores e Famílias da América (PFHUA) era uma organização socialista estabelecida para incentivar afro-americanos a atacar brancos. Essa interpretação foi incorporada em várias narrativas históricas subsequentes sobre o conflito.

## Envolvimento da NAACP
Logo após o massacre de Elaine, a NAACP divulgou uma declaração baseada em informações de um contato em Arkansas, oferecendo uma perspectiva alternativa sobre o início da violência. O texto destacava o papel de Ulysses Simpson Bratton, advogado branco de Little Rock, contratado por 60 a 70 famílias afro-americanas para representá-las em uma disputa com proprietários de terras brancas em Elaine sobre o preço do algodão.
 

A declaração mencionava um relatório do The Commercial Appeal [en] de Memphis, Tennessee, de 3 de outubro, que citava o pai de Bratton:

Era impossível para os negros obterem declarações detalhadas de contas, ou mesmo quaisquer declarações, e o gerente estava preparando-se para enviar o algodão deles, sendo eles meeiros com metade do interesse, sem acertar com eles ou permitir que vendessem sua parte da colheita para quitar suas contas [...] Se é crime representar pessoas em um esforço para obter acordos honestos, então ele cometeu um crime.
A NAACP enviou Walter F. White, seu Secretário de Campo, de Nova York a Elaine em outubro de 1919 para investigar os eventos. White, de ascendência mista majoritariamente europeia, com cabelos loiros e olhos azuis, tinha aparência que permitia se passar por branco. Ele obteve credenciais do Chicago Daily News e, em uma entrevista com o governador Charles Hillman Brough, recebeu uma carta de recomendação para facilitar encontros com brancos e uma foto autografada.
De acordo com o relato de White, ele permaneceu pouco tempo no Condado de Phillips antes de ouvir rumores sobre sua presença ser detectada. Ele tomou o primeiro trem de volta a Little Rock. Durante a viagem, o condutor comentou que White estava partindo “bem quando a diversão ia começar,” pois haviam identificado “um amarelo se passando por branco” que seria alvo de um grupo. Ao perguntar o que fariam com o homem, o condutor respondeu que, após terminarem, “ele não se passaria mais por branco.” O biógrafo Kenneth Robert Janken sugere que White pode ter ampliado os detalhes de sua saída, assim como fez com experiências de infância durante o motim de Atlanta em 1906. White entrevistou residentes afro-americanos e brancos em Elaine e relatou que, segundo informações locais, até 100 afro-americanos haviam sido mortos. Ele publicou suas observações no Chicago Daily News, no Chicago Defender, no The Nation e na revista da NAACP, The Crisis [en], atribuindo a violência a uma reação dos proprietários brancos à organização sindical dos agricultores negros.
O governador Brough pediu ao Departamento de Correios dos Estados Unidos [en] que impedisse a distribuição do Chicago Defender e do The Crisis em Arkansas. Autoridades locais também buscaram bloquear a circulação do Defender no estado.

## Julgamentos
Entre outubro e novembro de 1919, um grande júri estadual, composto exclusivamente por brancos, indiciou 122 afro-americanos no Condado de Phillips, Arkansas. A Lei Eleitoral de 1891 e a emenda do imposto de capitação de 1892 haviam restringido o acesso ao voto para a maioria dos afro-americanos, excluindo-os da participação em júris por não serem eleitores registrados. Nos processos judiciais subsequentes ao massacre de Elaine, apenas afro-americanos foram acusados, com 73 enfrentando acusações de assassinato, além de conspiração e insurreição.
Alguns afro-americanos detidos que concordaram em testemunhar contra outros e trabalhar por períodos determinados pelos proprietários de terras foram libertados. Aqueles que se recusaram ou foram identificados como líderes ou suspeitos de deslealdade foram indiciados. Segundo depoimentos posteriores dos réus, muitos prisioneiros sofreram espancamentos, chicotadas ou choques elétricos para fornecer testemunhos ou confissões, sob ameaça de morte caso voltassem atrás em suas declarações.
Os julgamentos ocorreram em 1920 no tribunal do Condado de Phillips, em Elaine, com a presença de grupos de brancos armados fora do prédio e alguns espectadores brancos armados no interior da sala. Os advogados de defesa não chamaram testemunhas nem permitiram que os réus depusessem em sua defesa. Doze acusados, conhecidos como “Doze de Arkansas” ou “Doze de Elaine,” foram condenados, a maioria como cúmplices, à pena de morte na cadeira elétrica por júris exclusivamente brancos, acusados do assassinato de W.D. Adkins, um delegado branco morto na igreja de Hoop Spur. Os julgamentos desses doze foram breves, muitas vezes durando menos de uma hora, com deliberações do júri inferiores a dez minutos antes da emissão dos veredictos de culpa e sentenças de morte.
Outros réus receberam condenações por acusações menos graves. Dos indiciados, 36 optaram por se declarar culpados de assassinato em segundo grau após as condenações iniciais, evitando novos julgamentos, enquanto 67 foram sentenciados a até 21 anos de prisão por diversas acusações. O Arkansas Gazette publicou artigos descrevendo os julgamentos como uma aplicação da lei, destacando que nenhum dos réus foi linchado. Posteriormente, quando os casos retornaram ao tribunal estadual, seis dos réus do caso “Moore” negociaram acordos por acusações reduzidas e foram sentenciados ao tempo já cumprido, resultando em sua liberação.

## Recursos
Os casos de pena de morte dos “Doze de Elaine” foram separados durante os recursos. A NAACP coordenou os apelos, arrecadando mais de 50 mil dólares para financiar uma equipe de defesa que incluiu Scipio Africanus Jones, um advogado afro-americano de Arkansas, e George W. Murphy, um veterano confederado de 79 anos e ex-procurador-geral do estado. Inicialmente, a NAACP minimizou sua participação nos recursos devido à reação negativa a seus relatórios sobre o massacre e os julgamentos. Moorfield Storey, presidente fundador da NAACP desde 1909 e descendente de abolicionistas de Boston, integrou a equipe quando os casos “Moore” chegaram à Suprema Corte dos Estados Unidos.
A defesa conseguiu a reversão das sentenças de seis dos doze condenados, conhecidos como réus “Ware,” pela Suprema Corte de Arkansas. A decisão baseou-se na falha do júri em especificar se as condenações eram por assassinato em primeiro ou segundo grau, remetendo esses casos ao tribunal inferior para novo julgamento. O novo processo começou em 3 de maio de 1920, mas foi interrompido no terceiro dia quando Murphy sofreu um colapso no tribunal.
Scipio Jones assumiu a liderança nos julgamentos subsequentes. Em novos processos, júris compostos exclusivamente por brancos condenaram os seis réus “Ware” por assassinato em segundo grau, aplicando sentenças de 12 anos cada. Jones apelou dessas decisões, e a Suprema Corte de Arkansas as anulou, citando violações do devido processo legal da Décima Quarta Emenda à Constituição dos Estados Unidos e do Ato de Direitos Civis de 1875 [en], devido à exclusão de afro-americanos dos júris. Como os tribunais inferiores não realizaram novos julgamentos dentro do prazo de dois anos exigido pela lei estadual, a defesa obteve a libertação dos réus em 1923.
Os casos “Moore,” envolvendo os outros seis condenados à morte, foram levados à Suprema Corte dos Estados Unidos. Em Moore v. Dempsey (1923), a corte federal determinou que os julgamentos originais violaram o devido processo por conta da pressão de multidões e da falta de imparcialidade, ordenando novos procedimentos. Isso resultou na eventual libertação desses réus após negociações de sentenças reduzidas.

## Moore et al.
A Suprema Corte de Arkansas manteve as sentenças de morte de Frank Moore e cinco outros réus, rejeitando a contestação aos júris exclusivamente brancos por considerá-la fora do prazo e sustentando que a presença de multidões e o uso de testemunhos obtidos sob coação não violaram o devido processo legal. Os réus solicitaram, sem sucesso, um mandado de certiorari à Suprema Corte dos EUA.
Posteriormente, eles pediram um mandado de habeas corpus, argumentando que os procedimentos no tribunal estadual foram conduzidos de maneira superficial, apesar de seguirem formalidades legais. Alegaram que não receberam defesa adequada e que as condenações ocorreram sob influência de multidões, desrespeitando seus direitos constitucionais previstos na Décima Quarta Emenda.
A defesa planejou inicialmente apresentar o pedido a um tribunal distrital federal, mas o juiz federal disponível estava em Minnesota e não retornaria a Arkansas antes da data marcada para as execuções. O juiz John Ellis Martineau, do chancelaria do Condado de Pulaski, emitiu um mandado de habeas corpus, que foi anulado pela Suprema Corte de Arkansas. Contudo, a decisão adiou as execuções, permitindo tempo para um novo pedido ao tribunal federal.
O juiz federal Jacob Trieber emitiu outro mandado de habeas corpus. O estado de Arkansas defendeu as condenações, baseando-se na decisão da Suprema Corte dos EUA em Frank v. Mangum (1915), que priorizava a legalidade formal. O estado não refutou as alegações de tortura ou intimidação por multidões, mas argumentou que tais fatos não configuravam violação do devido processo. O tribunal distrital negou o mandado, aceitando a posição do estado, mas reconheceu fundamentos suficientes para uma apelação à Suprema Corte dos EUA.
Em Moore v. Dempsey, a Suprema Corte dos EUA anulou as seis condenações em 19 de fevereiro de 1923. A decisão estabeleceu que a influência de multidões sobre os julgamentos e o uso de testemunhos obtidos por tortura violaram o devido processo da Décima Quarta Emenda, marcando uma distinção em relação a Frank v. Mangum. Após a decisão, o advogado George Rose escreveu ao governador Thomas McRae, sugerindo a libertação dos réus restantes caso aceitassem se declarar culpados de assassinato em segundo grau, evitando a intervenção do governador eleito Thomas Jefferson Terral, associado à Ku Klux Klan.
Horas antes de deixar o cargo em janeiro de 1925, McRae informou a Scipio Jones que havia concedido licenças indefinidas aos seis réus “Moore.” Nos últimos dias de seu mandato, ele autorizou a libertação desses homens. Jones, com apoio da NAACP, os retirou de Arkansas durante a noite para evitar possíveis linchamentos.

## Consequências
A decisão em Moore v. Dempsey (1923) marcou um ponto de inflexão para a Suprema Corte dos Estados Unidos, que passou a revisar mais detalhadamente casos de justiça criminal envolvendo ações estaduais sob a Cláusula do Devido Processo da Décima Quarta Emenda e a Declaração de Direitos. Uma década depois, a corte aplicou esse escrutínio ao caso dos Scottsboro Boys (1931). O resultado favorável aos réus de Elaine fortaleceu a posição da NAACP como uma organização atuante na defesa dos direitos dos afro-americanos. A investigação conduzida por Walter F. White em 1919, sob risco pessoal, contribuiu para sua nomeação como secretário executivo da NAACP em 1931, cargo que ocupou por décadas, liderando ações legais e ativismo pelos direitos civis.
Registros oficiais documentam a morte de cinco brancos, incluindo um soldado, durante o massacre de Elaine. Estimativas das mortes de afro-americanos, realizadas entre 1919 e 1925, variam amplamente, de 20 a 856, sendo esta última cifra sugerida por fontes contemporâneas como o Chicago Defender. Se confirmada, tornaria o evento o conflito racial mais letal da história dos Estados Unidos. A Enciclopédia de Arkansas estima que o número de afro-americanos mortos esteja na faixa das “centenas".
Desde o final do século XX, pesquisadores intensificaram os estudos sobre o massacre de Elaine. Por décadas, o tema permaneceu pouco discutido na região do Condado de Phillips, em parte devido à sua natureza traumática. A violência em larga escala interrompeu os esforços de organização sindical entre os agricultores afro-americanos, e as práticas de repressão por parte dos brancos persistiram, afetando as comunidades locais. O historiador Robert Whitaker observa que o evento foi frequentemente tratado como um episódio histórico cuja discussão aberta era evitada.
A reativação da Ku Klux Klan em Arkansas a partir de 1921, com foco em áreas de maioria afro-americana como o Condado de Phillips, contribuiu para esse silêncio. A organização utilizou intimidação e violência para restringir a mobilização dos afro-americanos. Richard Wright, que cresceu na região, relata em sua autobiografia Black Boy (1945) um incidente em que sua mãe, ao ser questionada sobre a falta de resistência, respondeu com um tapa, refletindo o clima de medo.
Um artigo de 1961, Underlying Causes of the Elaine Riot, publicado no Arkansas Historical Quarterly, sustentou, com base em entrevistas com brancos da época, que os afro-americanos planejavam uma insurreição. Essa interpretação foi amplamente questionada por historiadores a partir do final do século XX, que apontam a ausência de evidências concretas e o contexto de exploração econômica como fatores centrais.
Em 2000, uma conferência sobre o motim de Elaine foi realizada no Centro Cultural Delta em Helena, Arkansas. Não houve resolução definitiva para os moradores do Condado de Phillips. A Associated Press entrevistou o historiador Grif Stockley, autor de um livro sobre o evento, que identificou duas narrativas predominantes: uma associada aos brancos, que viam o conflito como um ataque sindical contra eles, e outra ligada aos afro-americanos, centrada em sua busca por acordos justos. Stockley destacou que documentos da época indicam ataques generalizados de brancos contra afro-americanos.

## Memorial
Em setembro de 2019, no centenário do massacre de Elaine, foi inaugurado o Memorial do Massacre de Elaine no Condado de Phillips, Arkansas. Em abril daquele ano, uma árvore de salgueiro foi plantada no local, mas foi cortada em agosto, e uma placa foi roubada. Residentes locais solicitaram que o vandalismo fosse investigado como um crime de ódio. Até 2021, o caso permanecia sem resolução, segundo informações disponíveis.

## Representação em outras mídias
- Wormser, Richard (diretor). The Elaine Riot. Documentário em VHS. Little Rock: Winthrop Rockefeller Foundation, 2002. Este filme registra os eventos do massacre de Elaine e suas consequências, produzido com apoio da fundação.[52]
- Evans, Josh (compositor). Elaine. Composição de jazz. Nova York: Jazz at Lincoln Center, 2021. Esta obra musical foi criada para marcar o centenário do evento.[53]

## Leituras adicionais
- Bowden, Charles (Novembro de 2012). «Arkansas Delta, 40 Years Later» [Delta do Arkansas, 40 Anos Depois] 5 ed. National Geographic. 222: 128. Consultado em 13 de março de 2025. Arquivado do original em 28 de maio de 2013
- Butts, J. W.; James, Dorothy (1961). «The Underlying Causes of the Elaine Riot of 1919» [As Causas Subjacentes do Tumulto de Elaine de 1919] Primavera ed. Arkansas Historical Quarterly. 20: 95–104. Consultado em 13 de março de 2025
- Collins, Ann V. (2012). All Hell Broke Loose: American Race Riots from the Progressive Era through World War II [Tudo Desmoronou: Tumultos Raciais Americanos da Era Progressista à Segunda Guerra Mundial]. Santa Barbara, CA: Praeger
- Cortner, Richard. A Mob Intent On Death: The NAACP and the Arkansas Riot Cases [Uma Turba Decidida a Matar: A NAACP e os Casos de Tumultos em Arkansas]. [S.l.]: Wesleyan University Press. ISBN 0-8195-5161-9
- Dillard, Tom (1972). «Scipio A. Jones». Arkansas Historical Quarterly. 31: 201–219. Consultado em 13 de março de 2025
- Holland, Thomas D.; Dolski, Michael R. (2021). «'A Solemn Promise Kept': The 1919 Elaine Race Riot and the Broadening of Habeas Corpus 100 Years Later» ['Uma Promessa Solene Cumprida': O Tumulto Racial de Elaine de 1919 e a Ampliação do Habeas Corpus 100 Anos Depois]. Tulsa Law Review. 57: 65+. Consultado em 13 de março de 2025
- Janken, Kenneth Robert (2006). Walter White: Mr. NAACP [Walter White: Sr. NAACP]. Chapel Hill: University of North Carolina Press. ISBN 0-807-85780-7
- Krugler, David (16 de fevereiro de 2015). «America's Forgotten Mass Lynching: When 237 People Were Murdered In Arkansas» [O Linchamento em Massa Esquecido da América: Quando 237 Pessoas Foram Assassinadas em Arkansas]. Daily Beast. Consultado em 13 de março de 2025
- Johnson, J. Chester (2020). Damaged Heritage: The Elaine Race Massacre And A Story Of Reconciliation [Herança Danificada: O Massacre Racial de Elaine e uma História de Reconciliação]. New York: Pegasus
- Lancaster, Guy (Agosto de 2023). «The Elaine Massacre and Memory: An Informed Polemic on Commemoration and Contestation Regarding the Nature of Atrocity» [O Massacre de Elaine e a Memória: Uma Polêmica Informada sobre Comemoração e Controvérsia Quanto à Natureza da Atrocidade] 2 ed. Arkansas Review: A Journal of Delta Studies. 54: 13–139
- Lancaster, Guy (2018).  Guy Lancaster, ed. The Elaine Massacre and Arkansas: A Century of Atrocity and Resistance, 1819–1919 [O Massacre de Elaine e Arkansas: Um Século de Atrocidade e Resistência, 1819–1919]. [S.l.: s.n.]
- Lancaster, Guy (2018).  Guy Lancaster, ed. Bullets and Fire: Lynching and Authority in Arkansas, 1840–1950 [Balas e Fogo: Linchamento e Autoridade em Arkansas, 1840–1950]. Fayetteville: University of Arkansas Press
- McCool, B. Boren (1970). Union, Reaction, and Riot: The Biography of a Rural Race Riot [União, Reação e Tumulto: A Biografia de um Tumulto Racial Rural]. Memphis: Memphis State University Press
- McWhirter, Cameron (2011). Red Summer: The Summer of 1919 and the Awakening of Black America [Verão Vermelho: O Verão de 1919 e o Despertar da América Negra]. New York: St. Martin's
- Pierce, Michael (2022).  Michael Pierce, ed. Race, Labor, and Violence in the Delta: Essays to Mark the Centennial of the Elaine Massacre [Raça, Trabalho e Violência no Delta: Ensaios para Marcar o Centenário do Massacre de Elaine]. [S.l.]: University of Arkansas Press
- Stockley, Grif Jr. (2001). Blood in Their Eyes: The Elaine Race Massacre of 1919 [Sangue em Seus Olhos: O Massacre Racial de Elaine de 1919]. [S.l.]: University of Arkansas Press
- Stockley, Grif; Whayne, Jeannie M. (2002). «Federal Troops and the Elaine Massacres: A Colloquy» [Tropas Federais e os Massacres de Elaine: Um Colóquio] 3 ed. Arkansas Historical Quarterly. 61: 272–283. Consultado em 13 de março de 2025
- Voogd, Jan (2008). Race Riots & Resistance: The Red Summer of 1919 [Tumultos Raciais e Resistência: O Verão Vermelho de 1919]. [S.l.]: Peter Lang. Consultado em 13 de março de 2025
- Whayne, Jeannie M. (1999). «Low villains and wickedness in high places: Race and class in the Elaine riots» [Vilões baixos e maldade em lugares altos: Raça e classe nos tumultos de Elaine] 3 ed. Arkansas Historical Quarterly. 58: 285–313. Consultado em 13 de março de 2025